# 北京市平谷中学

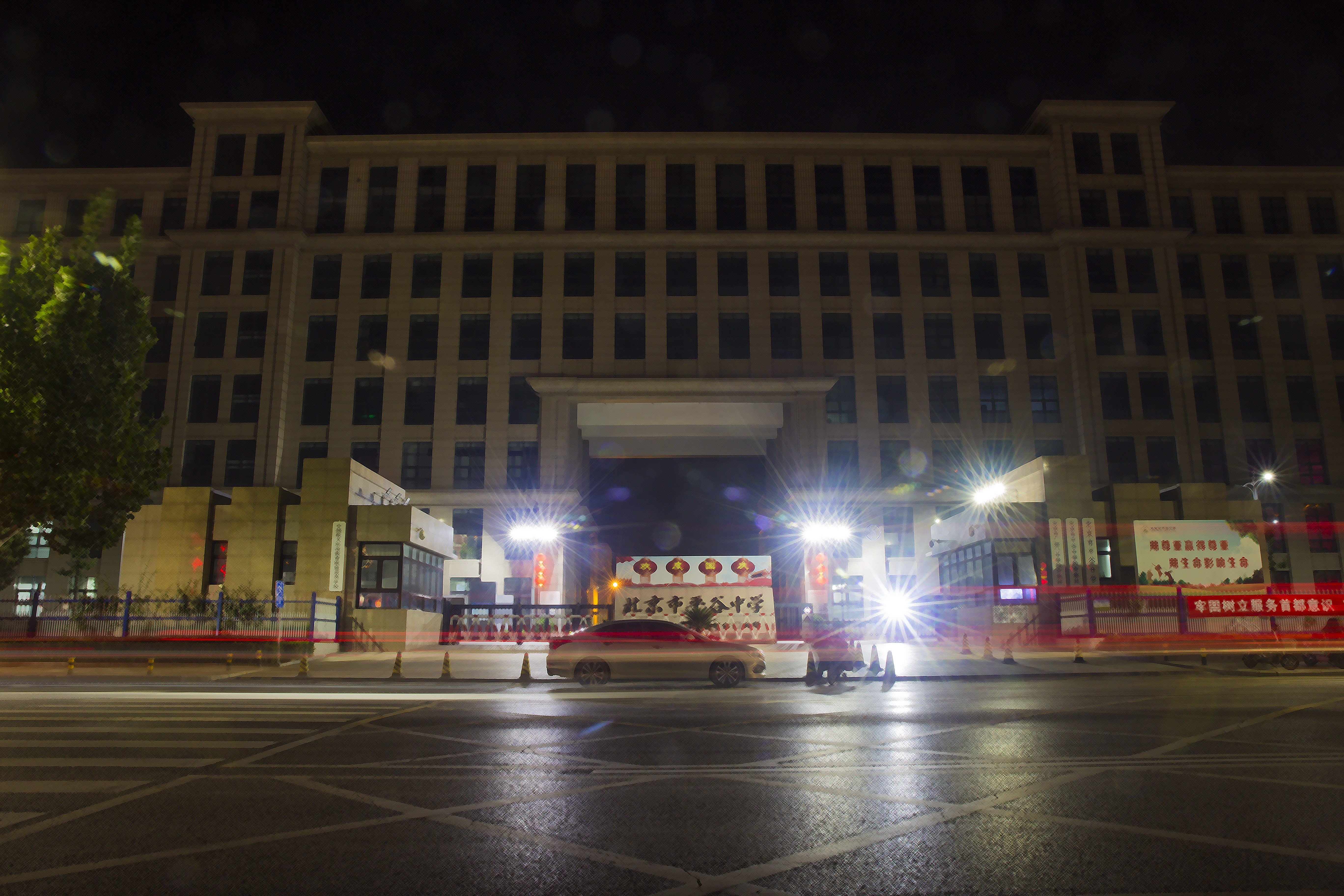
北京市平谷中学的夜景

北京市平谷中学始建于1951年，1978年被北京市定位于县级重点中学。

## 历史沿革
平谷中学建校于1951年12月6日，原址在“近光书院”。1953年迁往平谷县城西关外府前街4号（后改名为平谷区府前街6号）。2000年，成为单纯高中校。2003年被认定为北京市示范高中。2016年3月15日，北京市平谷中学教育集团成立，其中引入了北京市广渠门中学教育集团的优秀管理资源，纳入广渠门教育集团的管理体系，并加入了初中部。

## 办学规模
平谷中学位于北京市平谷区境内，现如今占地面积104.11亩，总建筑面积67000平方米。现有综合楼一栋，实验楼一栋，宿舍楼两栋，体育馆一座，图书馆一座，教学楼三栋，体育看台一座。

## 教育集团
北京市平谷中学教育集团包括
- 北京市平谷中学（初中，高中）
- 北京市平谷区第三中学（初中）
- 北京市平谷区第一小学
- 北京市平谷区第三小学